# 사춘기 메들리
《사춘기 메들리》는 대한민국 KBS에서 2013년 7월 10일부터 2013년 7월 31일까지 방학 특선으로 방영한 KBS 드라마 스페셜 연작 시리즈 시즌3의 마지막 네 번째이다. 원작은 웹툰 작가 곽인근의 2011년 3월 9일부터 2012년 2월 29일까지 다음 만화속세상에 연재했던 웹툰이다.

## 등장 인물

### 주요 인물
- 곽동연 : 최정우 역
- 이세영 : 양아영 역
- 곽정욱 : 임덕원 역
- 최태준 : 이역호 역
- 박정민 : 신영복 역
- 배누리 : 장현진 역
- 윤박 : 이원일 역

### 그 외 인물
- 우승민 : 덕훈 역
- 이성열 : 학생회장 역
- 김환희 : 신영복 여동생 역
- 안지현 : 문수정 역
- 권민아 : 윤진영 역
- 유다미 : 성인 양아영 역

### 특별출연
- 송해 : 전국노래자랑 진행자 역
- 윤주상 : 이역호 할아버지 역
- 정인기 : 최정우 아버지 역
- 고수희 : 최정우 어머니 역
- 이정열

### 우정출연
- 백성현 : 성인 최정우 역
- 정수영 : 담임 선생님 역
- 이종현 : 양영웅 역

## 시청률
| 2013년      | 2013년      | 2013년                               | 2013년         | 2013년         |
| 회차        | 방송일      | 부제 (서브 타이틀)                   | TNMS 시청률    | AGB닐슨 시청률 |
| 회차        | 방송일      | 부제 (서브 타이틀)                   | 대한민국(전국) | 대한민국(전국) |
| ----------- | ----------- | ------------------------------------ | -------------- | -------------- |
| 제1회       | 7월 10일    | 전학생                               | -              | 3.3%           |
| 제2회       | 7월 17일    | 비밀이야                             | 2.5%           | 2.6%           |
| 제3회       | 7월 24일    | 남자의 자격                          | 2.2%           | 2.6%           |
| 제4회       | 7월 31일    | 귓가에 울리는 그대의 목소리 (최종회) | 2.5%           | 2.1%           |
| 평균 시청률 | 평균 시청률 | 평균 시청률                          | -              | 2.7%           |

## OST
사춘기 메들리의 OST : 불독맨션 - 스타걸 2013 (Bulldog Mansion - Stargirl 2013).

## 수상 경력
- 2013년 8월 30일 방송통신심의위원회 이달의 좋은 프로그램상[2]